# Aneomochtherus confusus
Aneomochtherus confusus là một loài ruồi trong họ Asilidae. Aneomochtherus confusus được Tsacas miêu tả năm 1965. Loài này phân bố ở vùng Cổ Bắc giới.